# Bachtygul Samalykowa
Bachtygul Samalykowa (kasachisch Бахтыгуль Самалыкова, englische Transkription: Bakhtygul Samalikova, * 20. März 1993 in Aqtau) ist eine kasachische Beachvolleyballspielerin.

## Karriere
Samalykowa spielte ihr erstes internationales Turnier 2007 beim Vaduz Satellite mit Irina Kochan. Bei den Phuket Open trat sie mit Marina Pilipenko erstmals zu einem Turnier der FIVB World Tour an. Bis 2011 spielten Samalykowa/Pilipenko in der Weltserie zusammen, ohne dabei über zweistellige Ergebnisse hinauszukommen. 2009 traten sie bei der U19-WM in Alanya an und belegten den 29. Platz. Im nächsten Jahr absolvierte Samalykowa dieses Nachwuchsturnier in Porto mit Ljubow Bogatu und erzielte das gleiche Ergebnis, ebenso wie bei der anschließenden U21-WM in Alanya mit Pilipenko. 2011 wurde Samalykowa mit Bogatu Fünfte der U19-WM in Umag und Neunte des U21-Wettbewerbs in Halifax. 2012 spielten Samalykowa/Bogatu ein Challenger-Turnier in Seoul und belegten bei der erneut in Halifax ausgetragenen U21-WM den 25. Platz. 2013 wurden sie jeweils Neunte bei zwei kontinentalen Turnieren in Thailand, ehe sie bei der asiatischen U21-Meisterschaft in Songkhla die Bronzemedaille gewannen. Bei der U21-WM in Umag kamen sie wiederum auf den neunten Rang.
Ihren ersten Grand Slam in Xiamen spielte Samalykowa Ende 2013 bereits mit ihrer neuen Partnerin Alexandra Warassowa. Bei der Asien-Meisterschaft wurde das Duo Neunter. Dieses Ergebnis gab es Anfang 2014 auch bei zwei AVC-Turnieren. Die Open-Turniere in Fuzhou, Prag und Anapa auf der World Tour verliefen hingegen weniger erfolgreich. Nach einem erneuten neunten Platz bei der Asien-Meisterschaft erreichten Samalykowa/Warassowa bei der U23-WM in Mysłowice den 25. Platz. Zum Jahresende hin spielte Samalykowa mit Jekaterina Lassyuta bei einem AVC-Turnier und dem Pattaya Challenger. Im September 2015 absolvierte sie die Sotschi Open mit Anna leferenko, bevor sie zu einigen asiatischen Turnieren und den Antalya Open wieder mit Lassyuta auf dem Feld stand. Zu Beginn der World Tour 2016 schieden Samalykowa/Lassyuta bei den Maceió Open und dem Grand Slam in Rio de Janeiro früh aus, bevor sie bei der Asienmeisterschaft Neunte wurden.
2017 bildete Samalykowa ein neues Duo mit Tatjana Maschkowa. Zunächst erzielten Maschkowa/Samalykowa einige Top-Five-Ergebnisse bei asiatischen Turnieren und gewannen ein Turnier in Vietnam. Auf der World Tour 2017 belegten sie den 33. Platz in Den Haag (Drei-Sterne-Turnier) und Gstaad (fünf Sterne) sowie den 17. Rang in Olsztyn (vier Sterne). Über die AVC-Vorentscheidung qualifizierten sie sich für die Weltmeisterschaft 2017 in Wien.